# Рагходжи I Бхонсле
Рагходжи Бхонсле, или Рагходжи I Бхонсале, или Рагхуджи Великий (1695 — 14 февраля 1755) — первый махараджа Нагпура из династии Бхонсле (1739—1755), маратхский военачальник, взявший под свой контроль княжество Нагпур в восточно-центральной Индии во время правления Шаху I . Его преемники правили княжеством Нагпур до 1853 года.

## Происхождение
Семья Бхонсле (Бхонсале) изначально была вождями из Деора или Деура под фортами Чандан Вандан (в настоящее время в Корегаон Талука, округ Сатара, и находилась под правами Дешмукхи клана Бхоите), деревни в округе Сатара. Дед Рагходжи и два его брата сражались в войсках маратхского лидера Шиваджи, и наиболее знатным из них было поручено высшее военное командование и сбор чаута (дани) в Бераре.

## Приход к власти в Нагпуре
После смерти Чанд Султана в 1739 году в Нагпуре возникли разногласия по поводу престолонаследия, что привело к узурпации престола Вали Шахом , незаконнорожденным сыном Бахт Буланд Шаха. Вдова Чанда Султана королева Ратан Кунвар обратилась за помощью к лидеру маратхов Рагходжи Бхонсле из Берара в интересах своих сыновей Акбар Шаха и Бурхан Шаха. Вали Шах был казнен, а законные наследники восседали на троне. Рагходжи I Бхонсле был отправлен обратно в Берар с щедрой наградой за его помощь. Маратхский военачальник решил, что Нагпур должен быть богатой и богатой страной по великолепию своей награды
Однако разногласия между братьями продолжались, и снова старший брат Бурхан Шах попросил помощи у Рагходжи Бхонсле. Акбар Шах был отправлен в изгнание и, наконец, отравлен в Хайдарабаде. Однако на этот раз у Рагходжи Бхонсле не хватило духу покинуть такую обильную и богатую страну, которая была в его руках . Он объявил себя «защитником» короля Гонда. Таким образом, в 1743 году Бурхан-шах фактически стал государственным пенсионером, а реальная власть находилась в руках правителя маратхов. После этого события история гондского королевства Деогарх не записана . Ряд правителей маратхов пришли к власти после падения гондов с трона Нагпура, начиная с Рагходжи Бхонсле.

## Правление

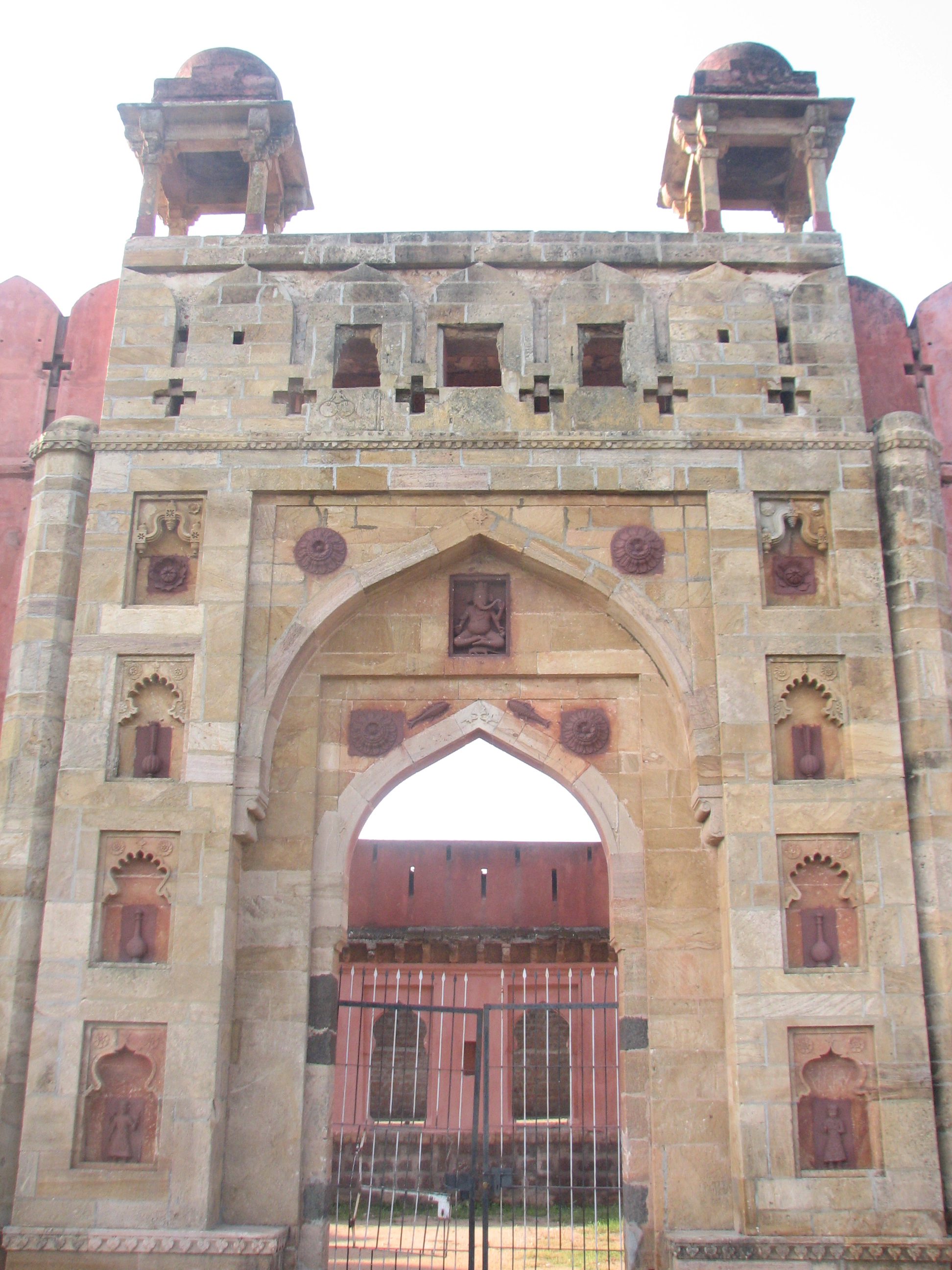
Главный вход в форт Нагардхан, недалеко от города Нагпур, построенный по заказу Рагходжи Бхонсале.

Смелый и решительный в действии, Рагходжи был архетипом лидера маратхов; он видел в бедах других государств возможность для собственных амбиций и даже не нуждался в предлоге для вторжения. Дважды его армии вторгались в Бенгалию, и он добился уступки ряда территорий. Каттак, Чандрапур, Чхаттисгарх и Самбалпур были присоединены к его владениям между 1745 и 1755 годами. Его сменил его старший сын Джаноджи Бхонсле (1755—1772).

### Битва при Дамалчерри
Дост Али Хан приказал Чанда Сахибу выступить против раджи Тирусивапурама. Там раджа призвал на помощь Империю маратхов. Вскоре после этого произошла битва при Дамалчерри в 1740 году, которая стала крупным противостоянием между навабом Карнатика из Империи Великих Моголов Дост Али Ханом и его противником из маратхов Рагходжи I Бхонсале. Битва была победой маратхов, в которой Дост Али Хан, его сын и ряд видных деятелей Аркота были убиты, что привело к трем годам правления маратхов в Карнатике.

### Экспедиции в Бенгалии
Экспедиции в Бенгалии были предприняты Маратхской империей после успешной кампании в Карнатике в битве при Тируччираппалли. Руководителем экспедиции был Рагходжи из Нагпура. Рагходжи смог навсегда аннексировать Ориссу и некоторые части Бенгалии, поскольку он успешно использовал хаотические условия, царившие в регионе после смерти их губернатора Муршида Кули-хана в 1727 году. Наваб Бенгалии уступил маратхам территорию до реки Суварнарекха, и соглашаясь заплатить рупий. 20 лаков как чаут для Бенгалии (включая Западную Бенгалию и Бангладеш) и 12 лаков для Бихара (включая Джаркханд), таким образом, Бенгалия становится данником маратхов.